# 박문중학교
박문중학교(博文中學校)는 대한민국 인천광역시 연수구 송도동에 있는 사립 중학교이다.

## 학교 연혁
- 1940년 4월 27일 : 재단 법인 소화 고등 여학교 설립인가(4년제 8학급)
- 1940년 5월 18일 : 현 인천 송림 초등학교 교사를 일부 임대하여 가교사로 정하고 제1학년 2학급, 120명을 모집 입학식을 거행(개교함)
- 1941년 11월 7일 : 인천시 부평동 15번지 산림 10000평 매입, 교사 신축준공 이전함, 현 국립 경찰 전문학교(부평)
- 1944년 3월 18일 : 제1회 졸업식 거행(졸업생104명)
- 1945년 4월 1일 : 교사 전체 일본육군에 강제 징발(일본 육군 야전 병원으로 사용) 인천시 항동 9번지 소재 조선식량영단 건물 임대 가교사로 정하고 이전 (현, 인천 경찰국)
- 1945년 9월 30일 : 재단이사이며 설립자의 장남인 장광순은 재단과 학교를 천주교 서울교구에 양도함, 교구장 로기남 주교 지도하에 교명을 인천 박문 여자중학교로 개칭함, 재단 법인 인천 박문 여자중학교로 조직 변경, 설립자 로기남 주교 초대 한공렬 교장 취임(신부)
- 1947년 6월 18일 : 수업연한 6년제, 학급수 12학급(전학년) 학생정원 600명(전체)인가
- 1951년 6월 10일 : 1.4후퇴로 피난지 부산 수봉공원에서 피난학교 인가 개교 수복후, 인천 답동 소재 인천 박문초등학교에 개교 하므로써  부산에 분교 운영
- 1951년 8월 31일 : 교육법 개정으로 학제 변경, 중고 분리 중고 병설 인가
- 1955년 6월 5일 : 부평 소재 본교사 국립 경찰 전문학교에 배도(55＇4＇22) 인천시 동구 숭의동 산10-15번지 교사 신축 착공함
- 1959년 4월 5일 : "영원한 도움의 성모 수녀회" 에서 학교 운영
- 1964년 2월 5일 : 재단 법인 인천 박문여자 중학교를 학교법인 가톨릭 조직 변경 인가
- 1974년 10월 15일 : 별관 3층 건물 증축공사 준공함(현, 고등학교 사용건물)
- 1975년 9월 8일 : ＂노틀담 수녀회＂에서 학교 운영
- 2002년 4월 25일 : 인천박문여자중·고등학교 재단이사장 최기산 주교 취임
- 2014년 3월 3일 : 박문중학교로 교명 변경(송도이전)
- 2023년 3월 2일 : 제19대 박경미 교장 취임

## 참고 자료
- 박문중학교 - 한국교육학술정보원 학교알리미